# Neudorf (Eutin)
Neudorf ist ein Ortsteil der ostholsteinischen Kreisstadt Eutin in Schleswig-Holstein. Der Ort ist mit rund 2850 Einwohnern die größte Dorfschaft innerhalb Eutins und nach der Kernstadt der zweitgrößte Eutiner Stadtteil.

## Lage
Neudorf liegt südwestlich des Eutiner Stadtzentrums, wobei das Gebiet der Dorfschaft und das der Kernstadt unmittelbar ineinander übergehen. Der nächstgelegene Nachbarort ist das Dorf Quisdorf, welches zur Gemeinde Bosau gehört. Darüber hinaus liegt Neudorf rund drei Kilometer von der Grenze zwischen den Kreisen Ostholstein und Plön (Dodau) entfernt.

## Geschichte
Neudorf gehörte lange Zeit gemeinsam mit Fissau und Sibbersdorf zur Landgemeinde Eutin, ehe die drei Dörfer im Zuge einer Gebietsreform 1933 in die Stadt Eutin eingemeindet wurden. Das Dorf hatte Mitte des 19. Jahrhunderts noch 366 Einwohner und war damit nach dem etwa doppelt so großen Fissau das zweitgrößte der drei Dörfer der Landgemeinde. In den folgenden Jahrzehnten stieg die Bevölkerung auf über 500 (1905) und 600 (1933) Einwohner und nahm insbesondere nach dem Zweiten Weltkrieg durch die Flüchtlingswelle deutlich zu, wodurch neue Wohnviertel am Ortsrand in Richtung Eutin erschlossen wurden. Dadurch verschwammen die Grenzen zwischen dem Dorf und der Stadt langsam; sie existieren heutzutage durch weitere Bauprojekte nur noch auf dem Papier. Als Resultat entwickelte sich so im späteren Verlauf des 20. Jahrhunderts der Ort zur mit Abstand größten Eutiner Dorfschaft.

## Politik
Gemäß § 13 der Eutiner Stadtsatzung verfügt die Ortschaft über einen Dorfvorstand, der die Interessen der Dorfschaft gegenüber den städtischen Gremien vertritt. Bei Kommunalwahlen bildet Neudorf (teilweise gemeinsam mit Gebieten der Kernstadt) die Gemeindewahlbezirke acht, zehn und vierzehn.

## Wirtschaft
Da sich die Gewerbegebiete der Gemeinde am südöstlichen Stadtrand Eutins, der an die Gemeinde Süsel grenzt, liegen, konzentriert sich die Wirtschaft in Neudorf lediglich auf ein Nahversorgungszentrum am westlichen Ortseingang, das mehrere Tankstellen und Supermärkte sowie eine Apotheke, ein Bekleidungsgeschäft, ein Getränkemarkt sowie ein Tierbedarfshandel umfasst.

## Kultur
Das Dorf verfügt über eine Freiwillige Feuerwehr, ein Kindergarten, mehrere Kirchen sowie einem Sportverein, dem Neudorfer SV.

## Verkehr
Die Verkehrsanbindung an das Fernstraßennetz erfolgt über eine eigene Anschlussstelle an der Bundesstraße 76, die im Südwesten die Dorfschaft tangiert und die Gemeinde mit der nächste Autobahnanschlussstelle (Eutin) der Bundesautobahn 1 verbindet. Darüber hinaus ist Neudorf mit Eutin-Fissau und Malente über Landstraße 174 sowie mit dem Eutiner Stadtkern mitsamt seinem Bahnhof über die Plöner Straße, einer der Hauptstraßen Eutins, verbunden.

## Persönlichkeiten
- Hänse Herms (1898–1973), deutsche Gärtnermeisterin